# 吉列爾梅·阿拉納
吉列爾梅·安東尼奧·阿拉納·洛佩斯（葡萄牙語：Guilherme Antonio Arana Lopes；1997年4月14日—），巴西職業足球員，司職左後衛，現效力巴甲球會米內羅競技。

## 俱樂部生涯
吉列爾梅·阿拉納出生於聖保羅，2017年時阿拉納已經在巴甲球會哥連泰斯成為了球隊主力並貢獻了9個助攻。
他出色的表現吸引了一眾歐洲球會的關注，其中巴塞隆納、國際米蘭和勒沃库森，其後西維爾官方宣佈以1200歐元對轉會費從哥連泰斯簽入阿拉納。
18/19賽季，阿拉納在西維爾共出場22次，打進2球，送出3個助攻，還曾在國王杯1/4決賽上對巴塞隆納攻入一球。
2019年，被西維爾租借到意甲球會阿特蘭大。